# José Vázquez Vals
José Vázquez Vals, conocido artísticamente como  Platero de Alcalá (Alcalá de Guadaíra, provincia de Sevilla, 1912-ibídem, 1985), fue un cantaor flamenco español.

## Biografía
Buen cantaor, aunque nunca llegó a alcanzar gran renombre, pese a que grabó en 1929 con Niño Ricardo y en 1972 con Eduardo de la Malena. 
En 1962, participó en el Concurso Nacional de Arte Flamenco de Córdoba en el que se otorgó la III Llave de Oro del Cante a Antonio Mairena y en el que también estuvieron presentes Fosforito, El Chocolate y Juan Varea.
Se desempeñaba bien en todos los estilos, aunque personalmente en los que más a gusto se encontraba eran las alegrías y los fandangos, palo este en el que dejó alguna forma con matices propios. Los últimos años de su vida los pasó prácticamente retirado del cante y subsistía precariamente vendiendo papeletas de rifa, pues la muerte de un hijo suyo en accidente de trabajo le quitó el gusto por el arte.
Platero de Alcalá ha dejado muy pocas grabaciones, destacan Rito y Geografía del Cante (1971), muy interesante donde se puede apreciar su forma de cantar, cantaba por solea de Alcalá, estilo que hacía a la perfección, y también Historia del Flamenco y Testimonios Flamencos.